# Harlem Renaissance
Harlem Renaissance (Harlem-renæssancen) refererer til opblomstringen af det afroamerikanske kulturelle og intellektuelle liv i 1920'ernes og 1930'ernes USA. På det tidspunkt var bevægelsen kendt som "New Negro Movement" (den nye negerbevægelse), navngivet efter antologien The New Negro, redigeret af Alain Locke i 1925. Bevægelsen havde udgangspunkt i bydelen Harlem i New York, og påvirkede større byer over hele USA.
Over hele det kulturelle spektrum (litteratur, skuespil, musik, visuel kunst, dans) samt inden for social tænkning (sociologi, historiografi, filosofi), fandt kunstnere og intellektuelle nye måder at udforske de sorte amerikaneres tidligere erfaringer og samtidige liv i det nordvestlige USA's større byer. Afroamerikanske kunstnere og intellektuelle udfordrede de hvides formynderi og racisme, ved at forkaste imitation af europæernes og de hvide amerikaneres stil, og i stedet prise de sortes værdighed og kreativitet. De forsvarede deres frihed som kunstnere og intellektuelle til at udtrykke sig på egne betingelser, og udforskede deres identitet som sorte amerikanere, hyldede den afroamerikanske kultur, der var opstået fra slaveriet og de kulturelle bånd til Afrika.
Harlem Renaissance havde markant indflydelse på ikke kun den afroamerikanske kultur, men også på kulturene i det afrikanske diaspora som et hele. Afro-caribiske kunstnere og intellektuelle fra Britisk Vestindien var en del af bevægelsen. Desuden blev også mange fransktalende sorte forfattere fra afrikanske og caribiske kolonier, bosiddende i Paris påvirket af Harlem Renaissance.
Historikerne er uenige om hvornår Harlem Renaissance begyndte og ophørte. Uofficielt strakte den sig fra omkring 1919 til begyndelsen eller midten af 1930'erne, selv om dens idéer levede videre i mange år derefter. Kulminationen på "opblomstringen af negrenes litteratur" som James Weldon Johnson foretrak at kalde Harlem Renaissance, findes et sted mellem 1924 (året hvor Opportunity Magazine var værter ved en fest for sorte forfattere, hvor mange hvide forlæggere deltog) og 1929 (året for krakket på Wall Street, som medførte depressionen).

## Notable deltagere i bevægelsen

### Musikere/komponister
- Louis Armstrong
- Count Basie
- Eubie Blake
- Duke Ellington
- Billie Holiday
- Bessie Smith
- Fats Waller

### Romanforfattere
- Jessie Redmon Fauset – There is Confusion (1924), Plum Bun (1928), The Chinaberry Tree (1931), Comedy, American Style (1933)
- Rudolph Fisher – The Walls of Jericho (1928), The Conjure Man Dies (1932)
- Langston Hughes – Not Without Laughter (1930)
- Zora Neale Hurston – Jonah's Gourd Vine (1934), Their Eyes Were Watching God (1937)
- Nella Larsen – Quicksand (1928), Passing (1929)
- Claude McKay – Home to Harlem (1927), Banjo (1929), Gingertown (1931), Banana Bottom (1933)
- George Schuyler – Black No More (1930), Slaves Today (1931)
- Wallace Thurman – The Blacker the Berry (1929), Infants of the Spring (1932), Interne (1932)
- Jean Toomer – Cane (1923)
- Carl Van Vechten – Nigger Heaven (1926)
- Eric Walrond – Tropic Death (1926)
- Walter White – The Fire in the Flint (1924), Flight (1926)

### Skuespil
- Charles Gilpin, skuespiller
- Eugene O'Neill, skuespilforfatter – Emperor Jones, All God's Chillun Got Wings
- Paul Robeson, skuespiller mm.

### Digtekunst
- Arna Bontemps, digter
- Countee Cullen, digter – The Black Christ and Other Poems (1929)
- Jessie Fauset, redaktør, digter, essayist og novelleforfatter
- Langston Hughes, digter
- James Weldon Johnson, digter
- Claude McKay, digter
- Richard Bruce Nugent, digter

### Billedkunst
- Augusta Savage

### Populærkulturel underholdning
- Apollo Theater
- Black Swan Records
- Connie's Inn
- Cotton Club
- Rent party
- Small's Paradise
- Speakeasies